# Isopentano
Isopentano o metilbutano, C5H12, también llamado 2-metilbutano, es un alcano de cadena ramificada con cinco átomos de carbono.  Es un líquido extremadamente volátil y extremadamente  inflamable a temperatura y presión ambientales.  El punto de ebullición normal está solamente unos pocos grados por encima de la temperatura ambiente por lo que hervirá de modo continuo y se evaporará en un día cálido. Se usa habitualmente junto al nitrógeno líquido para conseguir un baño termostático a una temperatura de -160 °C.

## Nomenclatura
Isopentano es el nombre recomendado por la International Union of Pure and Applied Chemistry (IUPAC) en sus 1993 Recommendations for the Nomenclature of Organic Chemistry.  Es uno de los cuatro hidrocarburos acíclicos que conservan su nombre anterior a la existencia de IUPAC.

## Isómeros
Metilbutano (isopentano) es uno de los tres isómeros estructurales con fórmula molecular C5H12, siendo los otros pentano (n-pentano) y 2,2-dimetilpropano (neopentano).